# 殷虛卜辭綜述
《殷墟卜辭綜述》，陳夢家作品，是甲骨文研究的百科全書。
《殷墟卜辭綜述》於1956年出版，全书分：总论、文字、文法、断代上、断代下、年代、历法天象、方国地理、政治区域、先公旧臣、先王先妣、庙号上、庙号下、亲属、百官、农业及其他、宗教、身分、总结、附录。約70萬字，總結了甲骨文的發現至1956年的成果。是甲骨文研究領域的權威著作之一，至今仍被經常引用。
早在20世纪30年代，陈梦家就发表了《古文字中之商周祭祀》、《商代的神话与巫术》等论文，1952年大学院系调整，陈梦家调至中国科学院考古研究所任研究员，開始撰寫此書。陈梦家对近代以来甲骨文的研究成果进行了一次全面的梳理，例如董作宾提出了“文武丁卜辞时代之谜”的分期说，陈梦家提出异议，他把“文武丁卜辞”分为“子组”“师组”“午组”三组卜辞，并且认为它们都属于第一期武丁时代。陈还指出《粹编》、《佚存》、《摭续》、《邺三》、《遗珠》等“皆有一部份系康、武、文卜辞”。陳夢家還認為“早期龟甲与牛骨并用，康、武、文多用牛骨，罕用龟甲”，通過對甲骨卜辭的研究證明：“殷代的帝是上帝，和上下之‘上’不同。卜辭的‘天’沒有作‘上天’之義的，‘天’之觀念是周人提出來的。”